# Eberhard (mincmistr)
Eberhard byl za vlády Václava I. a Přemysla Otakara II. lokátor, zakladatel na svou dobu velkolepě pojatého Nového Města u sv. Havla, od roku 1253 královský mincmistr.
O jeho původu se nic neví, snad pocházel ze Švábska (někteří historikové zastávají ale tezi o jeho pražském původu). Patřil mezi podnikatelskou elitu pozdně přemyslovských Čech. Byl ve spojení s královským dvorem (z roku 1265 pochází listina, ve které Přemysl Otakar II. mimo jiné také chválí unikátní věžové domy Havelského města), Václav I. Eberhardovi věnoval za jeho služby ves Nusle.
Další Eberhardovy aktivity se vážou k Vysočině, kde se podílel na hornickém podnikání a na založení Smilova Brodu (ve službách pánů z Lichtemburka, konkrétně Smila z Lichtemburka).
Založil v této oblasti i vlastní vesnice (Hybrálec u Jihlavy). V Jihlavě vlastnil špitál (roku 1258 jej daroval místnímu faráři).
Eberhardův rod patří pravděpodobně k těm, které se v českých zemích bohemizovaly. Snad to dosvědčuje jméno jednoho z jeho synů Jaroška (od 1275 majitelem jihlavské mincovny), jeho další synové Eberhard ml. a Jan jsou o několik let později uváděni mezi brněnským patriciátem. Eberhard ml. se stal majitelem brněnské mincovny.